# Eveline Andrlik

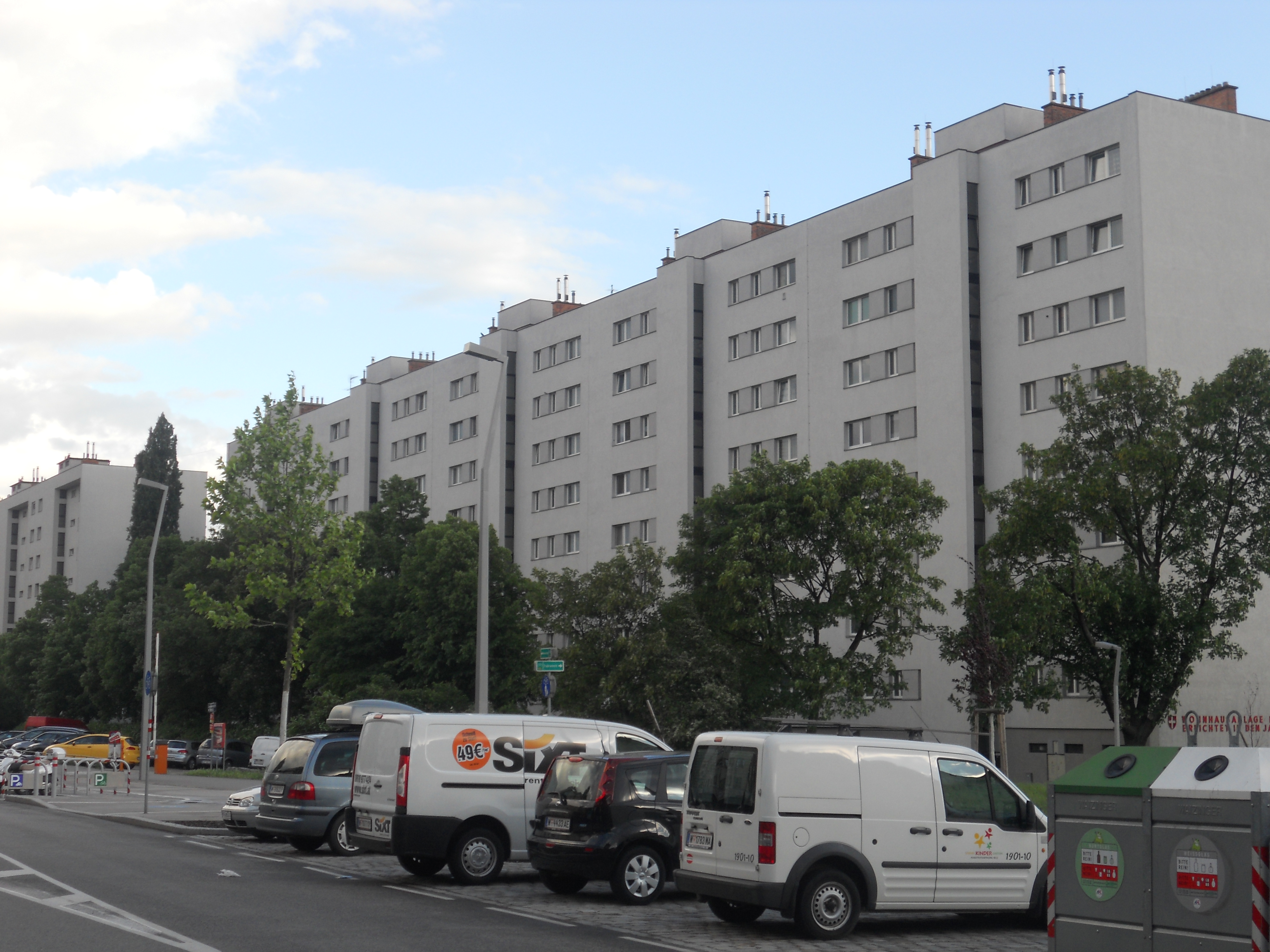
Ein Teil der im Jahre 2017 nach Andrlik benannten städtischen Wohnhausanlage, dem nunmehrigen Eveline-Andrlik-Hof.

Eveline Agnes Andrlik (* 14. Jänner 1935 in Wien; † 26. Jänner 2016 in Kirchdorf an der Krems) war eine österreichische Politikerin (SPÖ).

## Leben und Karriere
Eveline Andrlik wurde am 14. Jänner 1935 in Wien geboren, wo sie in der Gegend um die Galopprennbahn Freudenau aufwuchs. Durch ihren Vater, einem Bediensteten bei den Österreichischen Bundesbahnen, angeregt, engagierte sie sich bereits in jungen Jahren für die Sozialdemokratie. Nach ihrer kaufmännischen Ausbildung war Andrlik als Angestellte bei diversen Unternehmen tätig, eh sie im Jahre 1959 ihre Arbeit in der Pensionsversicherungsanstalt der Arbeiter in Wien aufnahm. Nachdem sie von 1970 bis 1971 der Bezirksvertretung der Leopoldstadt angehörte, wurde sie am 9. Dezember 1971 in den Wiener Gemeinderat und Landtag gewählt und löste dabei Leopoldine Schlinger ab. Dem Wiener Gemeinderat und Landtag gehörte sie daraufhin von der 10. bis zur 14. Wahlperiode an.
Von 4. Mai 1984 bis 25. Januar 1985 trat die langjährige Vorsitzende des Bezirksfrauenkomitees der SPÖ-Leopoldstadt als vierte Vorsitzende des Wiener Gemeinderates in Erscheinung, ehe sie am 25. Januar 1985 zur dritten Vorsitzenden aufstieg und dieses Amt bis zum 9. Dezember 1987 ausübte. An diesem Tage wurde sie zur zweiten Vorsitzenden, war in diesem Position etwas über ein Jahr lang tätig (bis 16. Dezember 1988) und übernahm in weiterer Folge den Posten als erste Vorsitzende des Wiener Gemeinderates. Ab dem 15. Dezember 1989, dem Ausscheiden Gertrude Stiehls aus dem Landtag, hatte Andrlik deren vakant gewordenen Posten als 2. Landtagspräsidentin inne und gab ihr Amt als erste Vorsitzende des Wiener Gemeinderates ab. Am 1. März 1991 übernahm sie von ihrem Parteikollegen Fritz Hofmann das Amt des 1. Landtagspräsidenten. Diese Position bekleidete sie bis zu ihrem eigenen Ausscheiden aus dem Wiener Gemeinderat und Landtag am 9. Dezember 1991.
Vor allem in den 1970er und 1980er Jahren engagierte sie sich als Mitglied des Gesundheitsausschusses besonders für die die Weiterentwicklung von Pensionistenwohnhäusern und Pflegeeinrichtungen, sowie der Ausweitung des psychosozialen Dienstes der Stadt Wien, dessen stellvertretende Vorsitzende sie jahrelang war. Des Weiteren bemühte sie sich um die Modernisierung der städtischen Krankenanstalten; darunter der Neubau des Krankenhauses Rudolfstiftung, das im Jahre 1975 feierlich neueröffnet wurde. Andrlik war zudem Vorsitzende der Gemeinderätlichen Pflegeheimkommission sowie der Kommission zur Erstellung eines Wiener Gesundheits- und Krankenanstalten-Zielplanes und war über drei Jahrzehnte lang Mitglied vom Kuratorium Wiener Pensionisten-Wohnhäuser. Jahrelang arbeitete sie dabei eng mit dem Wiener Gesundheitsstadtrat Alois Stacher zusammen.
Im Laufe ihres Lebens wurde Andrlik mehrfach geehrt. 1981 erhielt sie unter anderem das Goldene Ehrenzeichen für Verdienste um das Land Wien; 1999 wurde ihr die Professor-Dr.-Julius-Tandler-Medaille der Stadt Wien in Gold zuteil. Davor erhielt sie im Jahre 1992 auch das Große Silberne Ehrenzeichens für Verdienste um das Land Wien. Auch war sie Trägerin der Viktor-Adler-Plakette.
Wenige Tage nach ihrem 81. Geburtstag starb Andrlik am 26. Jänner 2016 nach kurzer, schwerer Krankheit in Kirchdorf an der Krems und hinterließ ihren Ehemann Josef, der, wie ihr Vater, ein ÖBB-Bediensteter war, sowie ihr beiden Söhne Roman und Christian mit Familien. Nach der Feuerbestattung fand am 10. Februar 2016 in der Feuerhalle Wien-Simmering die Verabschiedung statt. Ihre Urne wurde später im Familiengrab auf dem Friedhof Kagran bestattet (Gruppe 3, Reihe 8, Nummer 9). 
Während ihr Sohn Roman bei Stadt Wien – Wiener Wohnen tätig ist, ist der zweite Sohn Christian im Bereich Arbeitssicherheit und Sicherheitsfachkräfte tätig; dabei vor allem bei der Flughafen Wien AG.
Seit dem 9. September 2017 trägt die 571 Wohnungen umfassende städtische Wohnhausanlage in der Engerthstraße 232–238 in Andrliks Heimatbezirk ihr zu Ehren den Namen Eveline-Andrlik-Hof.

## Ehrungen (Auswahl)
- Verleihung der Viktor-Adler-Plakette
- Verleihung des Goldenen Ehrenzeichens für Verdienste um das Land Wien im Jahre 1981
- Verleihung des Großen Silbernen Ehrenzeichens für Verdienste um das Land Wien im Jahre 1992
- Verleihung der Professor-Dr.-Julius-Tandler-Medaille der Stadt Wien in Gold im Jahre 1999
- Eveline-Andrlik-Hof, benannt seit dem 9. September 2017 durch einen Gemeinderatsausschuss für Kultur